# Erzeugerabfüllung
Erzeugerabfüllung ist ein Begriff aus dem Weinbau und bedeutet, dass alle verwendeten Trauben im selben Betrieb angebaut, gekeltert und zu Wein ausgebaut wurden, der von diesem Betrieb auch selbst abgefüllt wurde. Die Bezeichnung ist weiterhin für Weine zugelassen, die von Winzergenossenschaften produziert worden sind, sofern es sich dabei ausschließlich um das verarbeitete Lesegut deren Mitglieder handelt. In der Weinverordnung vom 9. Mai 1995 wird Erzeugerabfüllung in §38 Absatz (4) definiert.
Entsprechende Bezeichnungen sind: auf französisch Mis(e) en bouteille au Château (vor allem im Bordeaux), Mis(e) en bouteille au domaine (vor allem im Burgund), Mis(e) en bouteille à la propriété oder Mise d’origine; auf italienisch Imbottigliato all’origine, Imbottigliato dal viticoltore, und Imbottigliato dall’azienda agricola; auf spanisch Embotellado en origen und auf englisch Estate bottled.
In Australien werden traditionell hochwertige Verschnitte aus Trauben verschiedener Betriebe und Regionen hergestellt, weshalb der Begriff hier weniger wichtig ist.
Bis in die Mitte des 20. Jahrhunderts verkauften die meisten Winzer ihren Wein in Fässern an die Händler, die ihn wiederum in Flaschen abfüllten und im Sinn des Weingesetzes als Abfüller fungierten. Diese Praxis führte nicht selten zu unsauberen Manipulationen und Wein-Verfälschungen (Stichwort: Panschen). Baron Philippe de Rothschild (1902–1988) war es, der in den 1920er-Jahren für sein Château Mouton-Rothschild in Pauillac bei Bordeaux die Erzeugerabfüllung einführte. Schnell folgten dem die meisten anderen Erzeuger von Rang und Namen. Lediglich das Château Margaux behielt die alte Gepflogenheit bis in die 1950er Jahre bei.
Siehe auch: Gutsabfüllung.